# Nola goniphora
Nola goniphora är en fjärilsart som beskrevs av Turner 1944. Nola goniphora ingår i släktet Nola och familjen trågspinnare. Inga underarter finns listade i Catalogue of Life.